# جاي لان
جاي لان (بالإنجليزية: Jay Lane)‏ هو موسيقي أمريكي، ولد في 5 ديسمبر 1964 في سان فرانسيسكو في الولايات المتحدة.

## وصلات خارجية
- الموقع الرسمي
- جاي لان على موقع ميوزك برينز (الإنجليزية)
- جاي لان على موقع ديسكوغز (الإنجليزية)